# مياموتو يوريكو
مياموتو يوريكو (باليابانية: 宮本百合子) (13 فبراير 1899، بونكيو في اليابان - 21 يناير 1951، طوكيو في اليابان)؛ ناقدة، كاتِبة وروائية يابانية.